# Patrice Guers
Pour les articles homonymes, voir Guers.
 (novembre 2011).
Si vous disposez d'ouvrages ou d'articles de référence ou si vous connaissez des sites web de qualité traitant du thème abordé ici, merci de compléter l'article en donnant les références utiles à sa vérifiabilité et en les liant à la section « Notes et références ».
Patrice Guers (né le 5 septembre 1969 à Annecy) est un bassiste de rock. Il a réalisé plusieurs albums avec le guitariste Patrick Rondat et a rejoint Rhapsody en 2002, puis Luca Turilli's Rhapsody en 2011, qui deviendra Turilli / Lione Rhapsody en 2018. Il est également le bassiste d'un tribute AC/DC en France : High Voltage.

## Biographie
Patrice commence à jouer à l'âge de 17 ans. Ses préférences musicales sont véritablement larges allant du heavy metal au hard rock en passant par le Funk, l'Acid-Jazz et le Rock-fusion, comme Iron Maiden, Metallica, Thin Lizzy, Mercyful Fate, AC/DC, Red Hot Chili Peppers, King's X, Fishbone, FFF, Skunk Anansie, Bjork, Marcus Miller, Maceo Parker, Tower of Power, etc.
Il étudie la basse pendant 3 ans avec Eric Convers (bassiste français) et commence à jouer dans différents groupes essentiellement rock et métal, améliorant son expérience à chaque fois. Les bassistes qui l'ont le plus marqué sont Steve Harris, Stu Hamm, et inévitablement Marcus Miller.
Pour parfaire son apprentissage musical, il entre au CMCN (actuel MAI) de Nancy. Il commença à jouer avec beaucoup de guitaristes renommés en France comme Christophe Godin. Il part ensuite au Musicians Institute de Londres, davantage pour entrer en contact avec l'industrie de la musique plutôt que pour les études elles-mêmes.
Patrice est encore à Londres quand Patrick Rondat, le guitariste de Hard Rock Instrumental français le contacte en 1994 et l'invite à passer une audition dans l'idée de travailler ensemble. La rencontre et l'audition furent un succès, et Patrice fut le bassiste de l'album AMPHIBIA en 1996. La tournée Amphibia suivit la sortie de l'album. Pendant toute la tournée, l'insertion de la propre composition de Patrice, Tryon Avenue donne l'occasion de voir le bassiste s'exprimer en soliste.
En 2000, il accompagne l'artiste pop-rock Fred Blondin en ouverture des concerts de Johnny Hallyday lors de la tournée des stades ainsi qu'à l'Olympia pendant plusieurs semaines.
En 2002, Patrice rejoint le groupe de métal Rhapsody lors de la tournée où il a immédiatement conquit les fans.
Il s'apprête en 2004 à vivre de nouvelles aventures musicales avec Patrick Rondat tout d'abord, qui vient de signer chez Nothing To Say, mais aussi avec son ami et compère de Rhapsody Dominique Leurquin pour le premier album de Inner Visions.
Depuis, Patrice enchaîne les albums avec Rhapsody (of Fire désormais), et son talent s'attaque au net en 2007 avec son MySpace.
En 2008, il rejoint également HIGH VOLTAGE, le tribute to AC/DC 100% Bon Scott avec lequel il parcourt la France en reprenant avec succès les titres qui ont fait la gloire du plus grand groupe de rock de l'histoire. 
On le retrouve en 2011 aux côtés de Jon Lord (Deep Purple) pour un concert inédit accompagné par l'Orchestre Symphonique de Mulhouse. 
Depuis la séparation amicale de Rhapsody of Fire, annoncée en août 2011, Patrice Guers a rejoint le projet de Luca Turilli, LUCA TURILLI'S RHAPSODY, puis RHAPSODY REUNION (reformation de Rhapsody avec les membres originaux) en 2017, puis TL RHAPSODY en 2019 avec lequel il enchaîne albums et tournées mondiales qui le conduiront sur tous les continents.

## Dates par dates...
(novembre 2011).
1969: naissance à Annecy le 5 septembre
1986: premières approches avec la basse
1988: premier groupe du nom de Headline (instrumental heavy metal). Pas d'album ni de concert
1991: première année dans un collège musical (CMCN à Nancy, France)
1992: premier groupe sérieux : The Team (avec le guitariste français Christophe Godin). Son heavy metal
1993: Une année dans un collège musical en Angleterre appelé M.I. (Musicians Institute London)
1994: Patrick Rondat l'appelle quand il vit à Londres (3 albums ensemble et une tournée incluant le G3 avec Joe Satriani, Michael Schenker et Uli Roth). Support act for Gary Moore (95), AC/DC (96)...
1999 : Sortie de l'album On The Edge de Patrick Rondat. On y retrouve Patrice Guers à la basse, Tommy Aldridge à la batterie, ainsi que Michel PETRUCCIANI et Didier LOCKWOOD en invités.
Été 2001: Première rencontre avec Rhapsody lors d'une répétition du groupe avant la tournée en Amérique du Sud.
Décembre 2001: Patrice Guers devient le nouveau bassiste de Rhapsody.
Février 2002: Il travaille alors très dur pour être prêt pour la tournée européenne qui suit.
2004: Année bien remplie dans la carrière de Patrice, entre les sorties CD et les tournées avec Patrick Rondat, InnerVisions et Rhapsody.
2005 à 2022 : Nombreux albums et tournées (Europe/ USA/ Canada/ Russie/ Chine/ Japon/ Corée/ Taïwan/ Amérique Centrale/ Amérique du Sud/...) avec Rhapsody.

## Équipement

### Basses
- Basse Vigier Arpege, 4 cordes  "Clear Night Blue"
- Basse Vigier Passion, 5 cordes "Natural Maple Mat"

- Basse Vigier Arpege, cordes Fretless
- Basse Vigier Arpege, cordes Natural
- Basse Vigier Excess, cordes Ocean Blue

- Basse Vigier Excess, 4 cordes Indus

- Fender Jazz Bass 1976

### Amplis
- Trace Elliot 1048 H cabinet
- Trace Elliot 1518 cabinet
- Trace Elliot 1200-12 AH head
- Ampeg
- Peavey